# Medalha Marian Smoluchowski
A Medalha Marian Smoluchowski (em polonês/polaco:  Medal Mariana Smoluchowskiego) é o maior prêmio de física da Sociedade Física Polonesa. Geralmente é concedida anualmente. É denominada em memória do físico Marian Smoluchowski.
Existe também uma Medalha Smoluchowski da Universidade Jaguelônica em Cracóvia. Não confundir com o Prêmio Smoluchowski da Sociedade de Pesquisa do Aerossol. Existe também o Prêmio de Física Marian Smoluchowski - Emil Warburg alemão-polonês.

## Recipientes
- 1965 Wojciech Rubinowicz (Varsóvia)
- 1968 Aleksander Jabłoński (Thorn)
- 1969 Jerzy Pniewski (Varsóvia), Marian Danysz (Varsóvia)
- 1970 Marian Miesowicz (Cracóvia)
- 1970 Jerzy Gierula (Cracóvia)
- 1972 Leonard Sosnowski (Varsóvia)
- 1973 Subrahmanyan Chandrasekhar (Chicago)
- 1974 Georgy Flyorov (Dubna)
- 1975 Gerald Pearson (Stanford)
- 1976 Arkadiusz Henryk Piekara (Varsóvia)
- 1977 Victor Weisskopf (Cambridge, USA)
- 1979 Włodzimierz Trzebiatowski (Breslau)
- 1980 Ben Roy Mottelson (Copenhage)
- 1981 Adriano Gozzini (Pisa)
- 1982 Wladyslaw Opechowski (Vancouver)
- 1983 Jan Rzewuski (Breslau)
- 1984 Vitaly Ginzburg (Moscou)
- 1986 Andrzej Trautman (Varsóvia)
- 1985 Joseph Henry Eberly (Rochester)
- 1987 Wojciech Krolikowski (Varsóvia)
- 1988 Andrzej Hrynkiewicz (Cracóvia)
- 1989 Zdzislaw Szymanski (Varsóvia)
- 1990 Władysław Świątecki (Berkeley)
- 1991 Jacek Prentki (Paris, Genebra)
- 1992 Arnold Wolfendale (Durham)
- 1993 Stanislaw Kielich (Posen)
- 1994 Ryszard Sosnowski (Varsóvia)
- 1997 Wlodzimierz Zawadzki (Varsóvia)
- 1998 Kacper Zalewski (Cracóvia)
- 1999 Andrzej Kajetan Wroblewski (Varsóvia)
- 2000 Bohdan Paczyński (Princeton)
- 2001 Aleksander Wolszczan (Thorn, Penn State University)
- 2002 David Shugar (Varsóvia)
- 2003/2004 Stefan Pokorski (Varsóvia), Andrzej Białas (Cracóvia)
- 2005 Jan Zylicz (Varsóvia)
- 2007 Robert Galazka (Varsóvia)
- 2008 Jozef Barnas (Posen)
- 2009 Wojciech Zurek (Los Alamos)
- 2010 Tomasz Dietl (Varsóvia)
- 2011 Krzysztof Pomorski (Lublin)
- 2012 Douglas Cline (Rochester)
- 2013 Jan Misiewicz (Breslau)
- 2015 Henryk Szymczak (Varsóvia)
- 2017 Jerzy Lukierski (Breslau)
- 2019 Józef Spałek (Cracóvia)
- 2021 Iwo Białynicki-Birula[3]